# Peregocetus
Peregocetus pacificus
Genre
Espèce
Peregocetus est un genre fossile de protocétidés, des baleines primitives qui vivaient à l'Éocène moyen, il y a 42,6 millions d'années. Ses restes fossiles ont été retrouvés en 2011 au sein de la formation Yumaque, à Playa Media Luna, dans le bassin sédimentaire de Pisco, au Pérou, par une équipe internationale composée de chercheurs péruviens, français, belges, néerlandais et italiens. Les vestiges retrouvés comprennent la mâchoire de l'animal, ses pattes antérieures et postérieures, des parties de la colonne vertébrale ainsi que sa queue. Une seule espèce est pour l'instant reconnue, Peregocetus pacificus.

## Systématique
Le genre Peregocetus et l'espèce Peregocetus pacificus ont été décrits en 2019 par Olivier Lambert (d), Giovanni Bianucci (d), Rodolfo Salas-Gismondi (d), Claudio Di Celma (d), Étienne Steurbaut (d), Mario Urbina-Schmitt (d) et de Christian de Muizon (d),.

## Présentation
Olivier Lambert, de l'Institut royal des sciences naturelles de Belgique et auteur principal de l'étude, indique que Peregocetus « comble un vide en matière de connaissances » sur l’évolution des baleines et leur propagation. Peregocetus est en effet la première baleine quadrupède reconnue dans l'océan Pacifique. Sa découverte montre que les protocétidés ont atteint les Amériques, l’océan Pacifique, et une distribution quasi-circuméquatoriale, tout en conservant des membres porteurs fonctionnels.

## Description
Peregocetus était une baleine à quatre pattes. Mesurant 4 m de long, doté de pieds palmés avec de petits sabots sur le bout des orteils, il était plus apte à se déplacer sur terre que les phoques modernes. Il possédait des dents pointues et un long museau, ce qui suggère qu'il se nourrissait de poissons et/ou de crustacés.

## Étymologie
Le nom générique, Peregocetus, vient du latin pereger, « qui voyage à l'étranger », et cetus, « baleine ».
L'épithète spécifique, pacificus, lui a été donnée en référence au Pacifique où les restes ont été retrouvés.

## Publication originale
(en) Olivier Lambert, Giovanni Bianucci, Rodolfo Salas-Gismondi, Claudio Di Celma, Etienne Steurbaut, Mario Urbina et Christian de Muizon, « An Amphibious Whale from the Middle Eocene of Peru Reveals Early South Pacific Dispersal of Quadrupedal Cetaceans », Current Biology, Royaume-Uni, Cell Press et Elsevier, vol. 29, no 8,‎ 4 avril 2019, p. 1352-1359 (ISSN 0960-9822 et 1879-0445, OCLC 45113007, PMID 30955933, DOI 10.1016/J.CUB.2019.02.050, lire en ligne)..

### Référence taxonomique
(en) BioLib : Peregocetus Lambert, Bianucci, Salas-Gismondi, Di Celma, Steurbaut, Urbina & de Muizon, 2019 † (consulté le 10 juin 2022).